# Serpenizza
Serpenizza (in sloveno Srpenica) è un centro abitato della Slovenia, frazione del comune di Plezzo.

La località si trova a 10,6 chilometri a sud-ovest del capoluogo comunale e a 9,7 chilometri dal confine italiano, nell'alta valle dell'Isonzo.

## Storia
Dopo la caduta dell'Impero romano d'Occidente, e la parentesi del Regno ostrogoto, a seguito della guerra gotica (553) promossa dall'imperatore Giustiniano I il suo territorio entrò a fare parte dei domini bizantini.

Dopo la calata, nel 568, attraverso la Valle del Vipacco nell'Italia settentrionale dei Longobardi, seguiti poi da popolazioni slave, entrò a fare parte del Ducato del Friuli.
In seguito alla caduta del regno longobardo e alla sua inclusione nei domini Franchi da parte di Carlo Magno, nel 781 entrò nel Regnum Italiae affidato da Carlo al figlio Pipino; nell'803 venne istituita la Marchia Austriae et Italiae che comprendeva il Friuli, la Carinzia, la Carniola e l'Istria. Alla morte di Pipino nell'810, il territorio passò in mano al figlio Bernardo.

Con la morte di Carlo Magno nell'814, la carica imperiale passò a Ludovico I che affidò il Regno d'Italia al suo primogenito Lotario, il quale già nell'828 (dopo avere deposto Baldrico per non avere saputo difendere le frontiere orientali dagli Slavi) divise la parte orientale del Regno, ossia la Marca Orientale (o del Friuli), in quattro contee: Verona, Friuli, Carniola e Istria (comprendente il Carso e parte della Carniola interna).
In seguito al Trattato di Verdun, nell'843, il suo territorio entrò a fare parte della Lotaringia in mano a Lotario I e più specificatamente dall'846 della Marca del Friuli divenuta nel 951 Marca di Verona e Friuli.
Nel 952 l'imperatore Ottone I obbligò il re d'Italia Berengario II a rinunciare alle contee “Friuli et Istria”, unendole al Impero romano-germanico e subordinandole al ducato di Baviera tenuto dal suo fratellastro Enrico I a cui successe il figlio Enrico II. Nel 976 passò al Ducato di Carinzia appena costituito dall'imperatore Ottone II.
Dal 1027 il suo territorio fece parte del Patriarcato di Aquileia, che da quell'anno venne proclamato da Corrado II, nella dieta di Verona, “feudo immediato dell'impero”, venendo così tolto dalla dipendenza dei duchi di Carinzia; nel 1077 il Patriarcato venne innalzato (e costituito dall'imperatore Enrico IV) a Principato ecclesiastico di Aquileia, che ebbe influenza, mediante apposito diploma emesso lo stesso anno dall'imperatore, anche sulla marca di Carniola e sulla contea dell'Istria.
Con la caduta del patriarcato di Aquileia Serpenizza passò nel 1420 (formalmente nel 1445) sotto il dominio della Repubblica di Venezia.
A seguito del Trattato di Noyon (1516) la Serenissima perse l'alta valle del fiume Isonzo a favore della Contea di Gorizia e Gradisca, che già dal 1500 era sotto dominio asburgico.
Dopo il trattato di Campoformio e al successivo trattato di Lunéville, rimase alla monarchia asburgica.

A seguito trattato di Schönbrunn (1809) passò al regno d'Italia napoleonico fino al 1814, confinando attraverso l'Isonzo con le province illiriche.
Con il Congresso di Vienna nel 1815 rientrò in mano austriaca nel regno d'Illiria come comune autonomo; passò in seguito sotto il profilo amministrativo al litorale austriaco nel 1849 sempre come comune. Era noto con il toponimo di Serpenitza, e in seguito con quello italiano di Serpenizza e quello sloveno di Serpenica.
Dopo la prima guerra mondiale fu annesso al Regno d'Italia e venne congiunto alla provincia di Gorizia.

In seguito all'abolizione della stessa Provincia nel 1923, il comune venne inserito nel circondario di Tolmino della provincia del Friuli nel Mandamento di Plezzo.

Nel 1927 passò alla ricostituita provincia di Gorizia. Nel 1928 il governo Mussolini annesse il paese al comune di Plezzo.
Secondo il censimento del 1921, il 7,74% della popolazione era italiana.
Fu soggetto alla Zona d'operazioni del Litorale adriatico (OZAK) tra il settembre 1943 e l'aprile 1945 e tra il giugno 1945 e il 1947, trovandosi a ovest della Linea Morgan, fece parte della Zona A della Venezia Giulia sotto il controllo Britannico-Americano del Governo Militare Alleato (AMG); passò poi alla Jugoslavia e quindi alla Slovenia.

## Corsi d'acqua
Fiume Isonzo (Soča)